# Parafia św. Tomasza Apostoła w Dzierżeninie
Parafia pw. Świętego Tomasza Apostoła w Dzierżeninie – parafia rzymskokatolicka należąca do dekanatu serockiego, diecezji płockiej, metropolii warszawskiej.

## Miejsca święte

### Kościół parafialny
Kościół pw. św. Tomasza Apostoła w Dzierżeninie